# 舊米哈伊利夫卡
舊米哈伊利夫卡（烏克蘭語：Старомихайлівка），又按俄语译作旧米哈伊洛夫卡，是烏克蘭東部頓涅茨克州顿涅茨克区顿涅茨克市镇内的鎮。距離頓涅茨克20公里，始建於1747年，海拔高度176米，2013年人口5,411。